# Arcidiocesi di Dublino

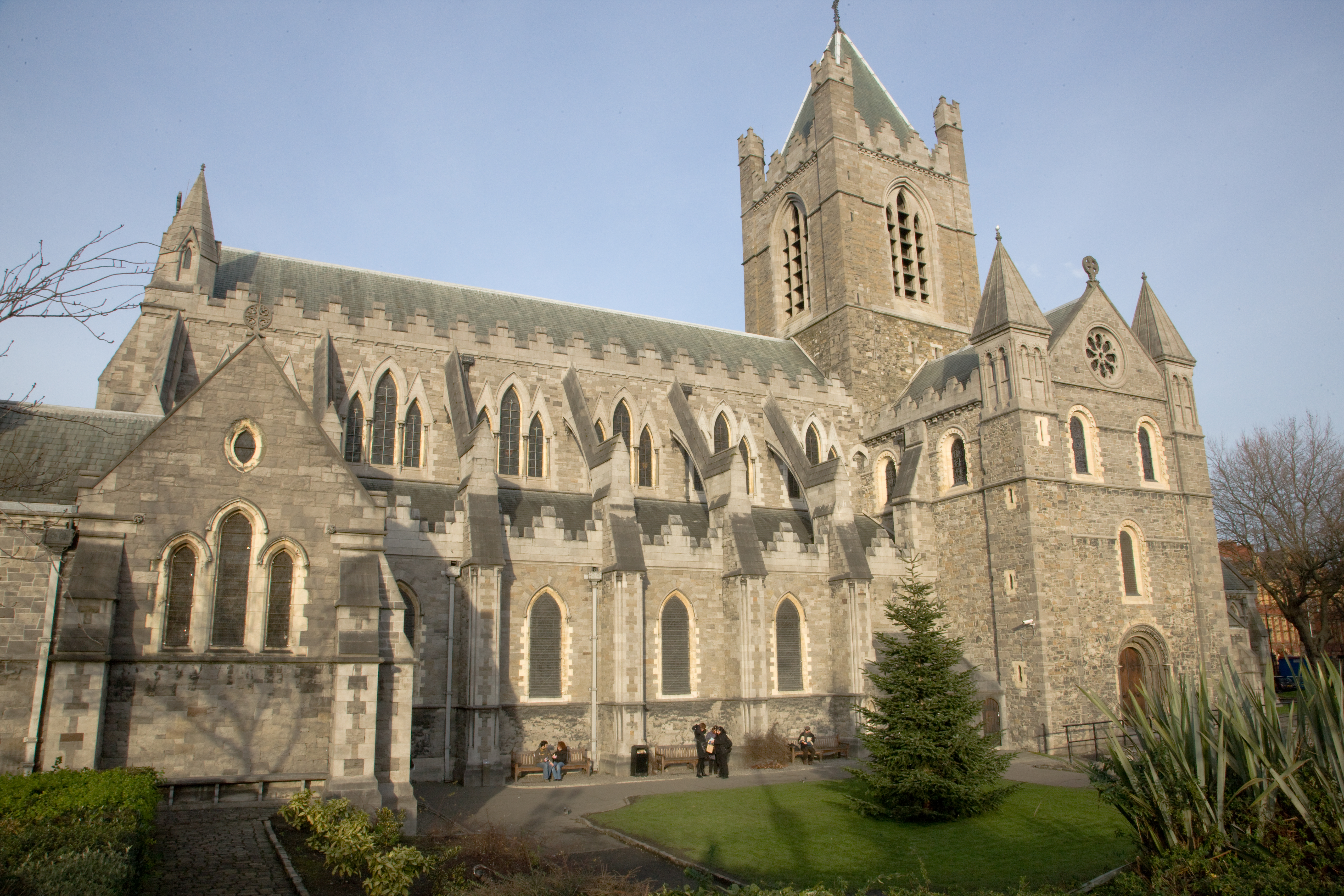
L'antica cattedrale cattolica della Santissima Trinità di Dublino, oggi appartenente alla Chiesa d'Irlanda.

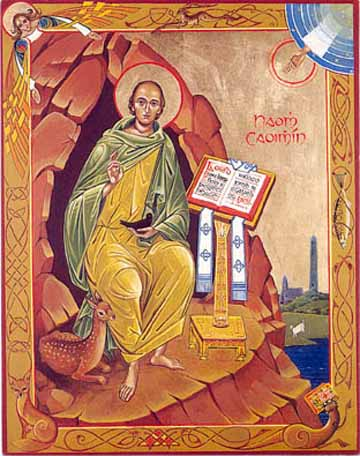
San Kevin di Glendalough, patrono dell'arcidiocesi.

L'arcidiocesi di Dublino (in latino Archidioecesis Dublinensis) è una sede metropolitana della Chiesa cattolica in Irlanda. Nel 2023 contava 1.092.775 battezzati su 1.642.520 abitanti. È retta dall'arcivescovo Dermot Pius Farrell.

## Territorio
L'arcidiocesi comprende per intero la contea di Dublino, la maggior parte della contea di Wicklow, una parte notevole della contea di Kildare, nonché parti minori delle contee di Carlow, Wexford e Laois. Si estende sulla costa orientale dell'Irlanda per circa cento chilometri e per circa settanta chilometri verso l'interno.
Sede arcivescovile è la città di Dublino, dove si trova la procattedrale di Santa Maria.
Il territorio si estende su 3.184 km² ed è suddiviso in 197 parrocchie, raggruppate in 16 decanati: Blessington, Bray, Cullenswood, Donnybrook, Dún Laoghaire, Fingal Nord, Fingal Sud-Est, Fingal Sud-Ovest, Finglas, Howth, Maynooth, Dublino Centro (Nord), Dublino Centro (Sud), Dublino Sud, Tallaght e Wicklow.

### Provincia ecclesiastica
La provincia ecclesiastica di Dublino, istituita nel 1152, comprende le seguenti suffraganee:
- diocesi di Ferns,
- diocesi di Kildare e Leighlin,
- diocesi di Ossory.

## Storia

### Dalla fondazione alla Riforma
La prima menzione di una presenza cristiana sulle coste orientali dell'isola risale alla prima metà del V secolo, quando papa Celestino I inviò attorno al 431 il missionario Palladio come vescovo dei cristiani irlandesi; Palladio fondò alcune comunità, tra cui Teach-Renan (Tigroney), e Donard nella contea di Wicklow. Successivamente anche san Patrizio operò nello stesso territorio.
A partire dal VI secolo il monachesimo si sviluppò su larga scala un po' ovunque in tutta l'isola, dando vita ad una organizzazione territoriale, tipica dell'Irlanda, basata sul sistema monastico e non su quello diocesano, come nel continente e in Britannia. Nel territorio della presente arcidiocesi di Dublino sorsero diversi monasteri, i cui abati in alcuni casi ebbero la consacrazione episcopale: Kilcullen, Lusk, Swords, Finglas, Glendalough, Taney, Clondalkin, Castledermot e Bray. Il più importante tra questi insediamenti monastici fu quello di Glenndálocha, che estendeva la sua giurisdizione su un territorio che in larga parte corrisponde a quello dell'odierna arcidiocesi.
È storicamente incerto se un monastero fosse presente anche a Duibhlinn, l'odierna Dublino, ma ad una serie di vescovi del VII e VIII secolo gli storici hanno attribuito il titolo di vescovi di Dublino. È improbabile che questi vescovi possano essere considerati alla stregua dei moderni vescovi residenziali, tanto più che quasi tutti operarono fuori dalla diocesi. Il primo di questi è san Livino, che morì nel 633 presso Gand in Belgio. San Wiro visse in Gallia e morì a Roermond nei Paesi Bassi, san Disibodo morì in Germania e ancora san Rumoldo nell'VIII secolo si recò a Roma e morì a Malines.
Già a partire dalla fine dell'VIII secolo le coste orientali dell'Irlanda e il loro entroterra furono devastate dalle incursioni dei vichinghi, che portarono ovunque distruzioni e morte; quasi tutti gli antichi monasteri furono dati alle fiamme, come pure le loro biblioteche e i preziosi manoscritti. Nell'815 i Danesi, ancora pagani, conquistarono l'Irlanda. Il primo re danese a convertirsi al cristianesimo fu Stiric, battezzato in Inghilterra nel primo terzo del X secolo. Tuttavia, in breve tempo il re fece ritorno al paganesimo. Nel 943 si convertì definitivamente suo figlio Olaf. Il potere danese cessò con la vittoria di re Brian Boru nel 1014, ma Dublino continuò ad essere un possedimento danese.
Nell'XI secolo fu costruita la cattedrale della Santissima Trinità, che è l'odierna cattedrale anglicana. In questo periodo troviamo il primo vescovo di Dublino, Donat (o Dunan), che fu consacrato vescovo dall'arcivescovo di Canterbury, il che segna una differenza profonda tra Dublino e il resto della Chiesa irlandese; mentre nell'isola continuava a vigere il sistema monastico, a Dublino si venne a creare una diocesi organizzata sul modello inglese. Anche il suo successore Gilla Patrick, autore di diversi opuscoli in latino, fu consacrato a Londra, mentre Donat O'Haingly fu consacrato a Dublino, ma nuovamente il suo nipote e successore Samuel O'Haingly fu consacrato a Winchester in Inghilterra. Assieme all'accettazione della nomina, i primi vescovi di Dublino promettevano obbedienza agli arcivescovi di Canterbury.
Nel 1111 il sinodo di Rathbreasail pose fine all'organizzazione territoriale irlandese basata sui monasteri e delle antiche circoscrizioni monastiche che sorgevano presso Dublino rimase solo la diocesi di Glenndálocha, il cui territorio arrivava fino alle mura di Dublino; praticamente la città era circondata da Glenndálocha da ogni lato. Il sinodo non fa menzione della diocesi di Dublino, probabilmente perché essa non fu considerata come parte integrante della Chiesa irlandese, e forse perché il clero e il popolo della città non avevano accettato la sottomissione alla diocesi di Glenndálocha e soprattutto la separazione da Canterbury e la sottomissione all'arcidiocesi di Armagh.
Tutte queste preoccupazioni e difficoltà furono ben presto superate. Infatti nel 1152 con il sinodo di Kells la situazione mutò in favore di Dublino: la sede fu elevata al rango di arcidiocesi metropolitana ed il suo territorio fu ingrandito con una parte di quello della diocesi di Glenndálocha. Furono assegnate alla provincia ecclesiastica di Dublino cinque diocesi suffraganee: Glenndálocha, Kildare, Leighlin, Ferns e Kilkenny. Il territorio diocesano si ingrandì ancora nel 1179, quando, a san Lawrence O'Toole, che si era recato a Roma per il Concilio Lateranense III, papa Alessandro III concesse di estendere il suo territorio verso sud, fino a Bray; e poi nel 1215, quando la diocesi di Glendalough fu soppressa ed il suo territorio annesso a quello di Dublino.
A partire dalla seconda metà del XII secolo l'Irlanda cadde nelle mani degli anglo-normanni. Da questo momento, con il successore di Lawrence O'Toole, John Comyn, l'arcidiocesi di Dublino entrò nella sfera di influenza inglese. Ne è prova il fatto che John Comyn e i suoi ventiquattro successori nei quattro secoli seguenti furono tutti inglesi. Allo stesso John Comyn Enrico II concesse alcuni feudi baronali con il diritto di sedere in Parlamento come Lord. Molti arcivescovi di questo periodo occuparono posti significativi nella politica inglese e a loro non di rado venivano assegnati importanti incarichi. È ancora in questo periodo che sorse la contesa, a volte portata avanti con toni aspri e poco amichevoli, con l'arcivescovo di Armagh per la primazia sulla Chiesa irlandese, contesa che perse d'importanza solo nel XIX secolo.

### Dalla Riforma a oggi
All'epoca della Riforma protestante imposta da Enrico VIII d'Inghilterra l'arcivescovo John Allen fu assassinato. Allora il re colse l'occasione per nominare illegittimamente George Browne arcivescovo. Insediatosi a Dublino nel 1536 fece cancellare ogni riferimento al papa nei messali, fece incetta delle reliquie e le bruciò in un rogo. Introdusse la liturgia riformata del Book of Common Prayer e si ammogliò. Maria I d'Inghilterra, che cercò di reintrodurre il Cattolicesimo in Inghilterra e in Irlanda, depose George Browne a causa del suo matrimonio e nominò suo successore Hugh Corwin, che alla morte della regina divenne apostata passando al Protestantesimo.
L'arcidiocesi di Dublino rimase allora senza un pastore cattolico per circa quarant'anni, mentre infuriava la persecuzione anticattolica. Nel 1600 fu nominato arcivescovo il francescano spagnolo Mateo de Oviedo, che giunto in Irlanda, non osò mettere piede nella sua arcidiocesi e la governò attraverso vicari generali, tre dei quali finirono incarcerati. Il suo successore Eugene Matthews riuscì ad organizzare un sinodo provinciale a Kilkenny, in cui furono riorganizzate le parrocchie; dopo essere scampato più volte alla prigione, fu costretto a lasciare l'Irlanda e morì a Roma. Nel 1651 morì esule a Galway anche l'arcivescovo Thomas Fleming, lasciando la sede vacante fino al 1669, quando fu nominato Peter Talbot, che indisse un sinodo diocesano nel 1670. Fu esiliato nel 1673 e riammesso nel 1677, ma subito imprigionato, morì in carcere nel 1679.
Il suo successore Patrick Russell compì un'intensa attività pastorale convocando due sinodi provinciali nel 1685 e nel 1688 e altri due sinodi diocesani nel 1686 e nel 1689: riuscì a riorganizzare il capitolo metropolitano. La sconfitta dei giacobiti della battaglia del Boyne peggiorò le condizioni dei cattolici irlandesi e l'arcivescovo fu incarcerato: come il suo predecessore morì in carcere nel 1692. Gli succedette Peter Creagh, nominato da Giacomo II d'Inghilterra per diritto di patronato, ma visse in esilio in Francia e governò la diocesi tramite vicari generali.
L'arcivescovo Edmund Byrne fu consacrato da Patrick O'Donnelly, vescovo di Dromore, che dopo il 1705 era rimasto l'unico vescovo cattolico irlandese. L'arcivescovo ebbe cura di istituire nuove parrocchie nei quartieri più recenti di Dublino. Rifiutò nel 1710 di prestare giuramento contro gli Stuart e dovette fuggire a Kildare con la famiglia. Anche il successore Edward Murphy dovette nascondersi durante il suo episcopato.
La rinascita dell'arcidiocesi si ebbe durante il lungo episcopato (1786-1823) di John Thomas Troy, che fondò nel 1795 il Royal College of Saint Patrick (ora Maynooth University) e posò la prima pietra della procattedrale di Santa Maria grazie all'approvazione del Roman Catholic Relief Act 1793, che riconobbe la legittimità della Chiesa cattolica in Irlanda e concesse diversi diritti ai cattolici del Regno d'Irlanda; nello stesso periodo si aprivano scuole cattoliche e si costruivano nuove chiese. La procattedrale fu terminata dal suo successore Daniel Murray, che poté gioire per la piena emancipazione dei cattolici con il Roman Catholic Relief Act 1829.
Fu l'arcivescovo Paul Cullen che istituì il seminario diocesano e fondò l'ospedale Mater Misericordiae. Il 18 maggio 1854 istituì l'Università Cattolica d'Irlanda, scegliendo John Henry Newman come primo rettore. Nel 1866 divenne il primo cardinale irlandese e nel 1875 presiedette il sinodo nazionale di Maynooth. Anche il suo successore Edward MacCabe fu creato cardinale e portò avanti la linea ultramontana, tenendosi lontano dalle rivendicazioni dei nazionalisti irlandesi. Questa linea politica si interruppe con l'episcopato di William Joseph Walsh, che invece fu un ardente sostenitore del movimento nazionale irlandese. Cercò invece soprattutto la concordia l'arcivescovo Edward Joseph Byrne. Un terreno da lui destinato alla costruzione di una cattedrale sarà trasformato in un parco pubblico dall'arcivescovo Dermot Ryan.
Il lungo episcopato di John Charles McQuaid coincise con un periodo di forte espansione urbana di Dublino: istituì 60 nuove parrocchie e costruì 80 nuove chiese, 250 scuole elementari e 100 scuole secondarie. Molto attivo sul versante sociale, fu un conservatore rispetto alle novità introdotte dal Concilio Vaticano II, in particolare per quanto riguarda la riforma liturgica, che esitò ad applicare, il ruolo dei laici e l'ecumenismo. La piena attuazione del Concilio fu invece la stella polare della pastorale del suo successore, Dermot Ryan, di tendenza liberale e riformatrice. Nel 1979 papa Giovanni Paolo II compì la prima visita apostolica di un papa all'arcidiocesi.

## Abusi sessuali sui minori nell'arcidiocesi di Dublino
Lo scandalo degli abusi sessuali nell'arcidiocesi di Dublino costituisce uno dei maggiori scandali di abusi sessuali in Irlanda; a tal riguardo, il governo irlandese ha commissionato nel 2006 un'indagine, pubblicata nel Murphy Report nel novembre 2009. Il rapporto rivela che dagli anni sessanta alla metà degli anni novanta gli arcivescovi che si succedettero a Dublino non denunciarono alla polizia i casi di abusi sessuali su minori da parte di sacerdoti di cui erano a conoscenza:
(Murphy Report, sezione 1.36)
Il Murphy Report rivelò anche le responsabilità personali degli arcivescovi che si succedettero come primati d'Irlanda. Secondo il rapporto l'arcivescovo John Charles McQuaid (1940–1972) operò in modo da «evitare lo scandalo e non mostrò alcuna preoccupazione per il bene dei bambini». L'arcivescovo Dermot Ryan (1972–1984) non avviò indagini nei confronti di diversi sacerdoti accusati di abusi, e ignorò un parere psicologico di non mandare un sacerdote all'interno di una parrocchia; quel sacerdote fu poi condannato per violenza su un minore mentre era curato in una parrocchia. Ryan decise di affidare a persone diverse la sua gestione, con l'effetto di avere uno scarso coordinamento tra gli interventi e secondo il rapporto «sembra che fosse una politica per far sì che la conoscenza del problema fosse il più limitata possibile».
All'inizio degli anni 2000, mentre lo scandalo degli abusi sessuali su minori da parte di sacerdoti montava all'interno della Chiesa cattolica irlandese, fu rivelato che l'allora arcivescovo McNamara, in carica tra il 1984 e il 1987, aveva richiesto un parere legale sulle responsabilità della Chiesa derivanti da tali abusi, e che, a seguito di tale parere, aveva assicurato l'arcidiocesi per proteggerla finanziariamente; nonostante ciò, non rivelò l'entità degli abusi sessuali alla Garda Síochána (la polizia irlandese). McNamara, inoltre, rimise in servizio un sacerdote che si era confessato colpevole di un abuso su minore e che era sospettato di altri abusi. L'arcivescovo Diarmuid Martin ha dichiarato che:
(Diarmuid Martin)

## Cronotassi dei vescovi
Si omettono i periodi di sede vacante non superiori ai 2 anni o non storicamente accertati.
- San Livino ? † (? - 12 novembre 633 deceduto)
- San Wiro ? † (? - 8 maggio 650 deceduto)
- San Disibodo ? † (circa 664 - 674 o 675 dimesso)
- San Gualafer ? † (VIII secolo)
- San Rumoldo ? † (? - 24 giugno 775 deceduto)
- San Sedulio ? † (? - 12 febbraio 785 deceduto)
- Cormac ? † (menzionato nell'890)
- Donat (o Dunan) † (prima del 1038[10] - 6 maggio 1074 deceduto)
- Gilla Patrick † (1074 - 10 ottobre 1084 deceduto)
- Donat O'Haingly, O.S.B. † (1085 - 23 novembre 1095 deceduto)
- Samuel O'Haingly, O.S.B. † (20 aprile 1096 consacrato - 4 luglio 1121 deceduto)
- Gregory † (2 ottobre 1121 consacrato - 8 ottobre 1161 deceduto)
- San Lawrence O'Toole † (1162 consacrato - 12 novembre 1180 deceduto)
- John Comyn, O.S.B. † (21 marzo 1182 consacrato - 25 ottobre 1212 deceduto)
- Henry de Loundres † (1212 - luglio 1228 deceduto)
- Luke Neterville † (13 dicembre 1228 - 12 dicembre 1255 deceduto)
- Fulk de Saundford † (8 agosto 1256 - 6 maggio 1271 deceduto)
  - Sede vacante (1271-1279)
- John de Derlington, O.P. † (8 febbraio 1279 - 29 marzo 1284 deceduto)
- John de Saundford † (30 maggio 1285 - 2 ottobre 1294 deceduto)
- William de Hothum † (24 aprile 1296 - 28 agosto 1298 deceduto)
- Richard de Ferings † (1º luglio 1299 - prima del 1306 deceduto)
  - Richard de Havering † (10 luglio 1307 - 1310 dimesso) (vescovo eletto)
- John Lech (o Leck) † (18 maggio 1311 - 10 agosto 1313 deceduto)
- Alexander de Bicknor † (20 agosto 1317 - 14 luglio 1349 deceduto)
- John de Saint Paul † (4 settembre 1349 - 9 settembre 1362 deceduto)
- Thomas Minot † (17 febbraio 1363 - 10 luglio 1375 deceduto)
- Robert de Wikeford † (12 ottobre 1375 - 29 agosto 1390 deceduto)
- Robert Waldby, O.E.S.A. † (14 novembre 1390 - 3 novembre 1395 nominato vescovo di Chichester)[11]
- Richard Northall (o Northalis), O.Carm. † (3 novembre 1395 - 20 luglio 1397 deceduto)
- Thomas Cranley † (26 settembre 1397 - 25 maggio 1417 deceduto)
- Richard Talbot † (20 dicembre 1417 - 15 agosto 1459 deceduto)
- Micheal Tregury † (31 ottobre 1459 - 21 dicembre 1471 deceduto)
- John Walton † (4 maggio 1472 - 1484 dimesso)
- Walter Fitzsimons † (14 giugno 1484 - 14 maggio 1511 deceduto)
- William Rockeby † (28 gennaio 1512 - 21 novembre 1521 deceduto)
- Hugh Inge † (27 febbraio 1523 - 3 agosto 1528 deceduto)
- John Allen † (3 settembre 1529 - 28 luglio 1534 deceduto)
  - Sede vacante (1534-1555)
- Hugh Corwin † (21 giugno 1555 - 1559 apostata)
  - Sede vacante (1559-1600)
- Mateo de Oviedo, O.F.M.Obs. † (5 maggio 1600 - 10 gennaio 1610 deceduto)
- Eugene Matthews † (2 maggio 1611 - 1º settembre 1623 deceduto)
- Thomas Fleming, O.F.M.Obs. (23 ottobre 1623 - 2 agosto 1651 deceduto)
  - Sede vacante (1651-1669)
- Peter Talbot † (11 gennaio 1669 - 15 novembre 1680 deceduto)
- Patrick Russell † (13 luglio 1683 - 14 giugno 1692 deceduto)
- Peter Creagh † (9 marzo 1693 - 20 luglio 1705 deceduto)
- Edmund Byrne † (31 marzo 1707 - circa 10 febbraio 1723 o 22 gennaio 1724 deceduto)
- Edward Murphy † (1º settembre 1724 - circa 22 dicembre 1728 deceduto)
- Luke Fagan † (24 settembre 1729 - 11 novembre 1733 deceduto)
- John Linegar † (20 marzo 1734 - 21 giugno 1757 deceduto)
- Richard Lincoln † (21 giugno 1757 succeduto - 21 giugno 1763 deceduto)
- Patrick Fitzsimons † (20 settembre 1763 - 24 novembre 1769 deceduto)
- John Carpenter † (10 aprile 1770 - 29 ottobre 1786 deceduto)
- John Thomas Troy, O.P. † (19 dicembre 1786 - 11 maggio 1823 deceduto)
- Daniel Murray † (11 maggio 1823 succeduto - 26 febbraio 1852 deceduto)
- Paul Cullen † (3 maggio 1852 - 24 ottobre 1878 deceduto)
- Edward MacCabe † (4 aprile 1879 - 11 febbraio 1885 deceduto)
- William Joseph Walsh † (3 luglio 1885 - 9 aprile 1921 deceduto)
- Edward Joseph Byrne † (28 agosto 1921 - 9 febbraio 1940 deceduto)
- John Charles McQuaid, C.S.Sp. † (6 novembre 1940 - 29 dicembre 1971 ritirato)
- Dermot J. Ryan † (29 dicembre 1971 - 1º settembre 1984 dimesso)
- Kevin McNamara † (15 novembre 1984 - 8 aprile 1987 deceduto)
- Desmond Connell † (21 gennaio 1988 - 26 aprile 2004 ritirato)
- Diarmuid Martin (26 aprile 2004 succeduto - 29 dicembre 2020 ritirato)
- Dermot Pius Farrell, dal 29 dicembre 2020

## Comunità religiose

### Istituti religiosi maschili
Alla fine del 2012 contavano case in diocesi i seguenti istituti religiosi maschili:
- Chierici regolari ministri degli infermi
- Compagnia di Gesù
- Congregazione del Santissimo Redentore
- Congregazione del Santissimo Sacramento
- Congregazione della missione
- Congregazione della Passione di Gesù Cristo
- Congregazione dello Spirito Santo
- Congregazione dei Sacri Cuori
- Fratelli celliti o alessiani di Aquisgrana
- Fratelli cristiani
- Fratelli della Presentazione
- Fratelli delle scuole cristiane
- Fratelli del T.O.R. di San Francesco di Mountbellew
- Fratelli di San Patrizio
- Fratelli maristi delle scuole

- Istituto della Carità
- Legionari di Cristo
- Missionari comboniani del Cuore di Gesù
- Missionari d'Africa
- Missionari del Sacro Cuore di Gesù
- Missionari oblati di Maria Immacolata
- Ordine carmelitano
- Ordine cistercense
- Ordine dei carmelitani scalzi
- Ordine dei frati minori
- Ordine dei frati minori cappuccini
- Ordine dei frati minori conventuali
- Ordine dei frati predicatori
- Ordine di Sant'Agostino
- Ordine ospedaliero di San Giovanni di Dio

- Piccola opera della Divina Provvidenza
- Sacerdoti del Sacro Cuore di Gesù
- Servi di Maria
- Società del Divin Salvatore
- Società del Verbo Divino
- Società dell'apostolato cattolico
- Società delle missioni africane
- Società di Maria (marianisti)
- Società di Maria (maristi)
- Società di San Colombano per le missioni estere
- Società di San Patrizio per le missioni estere
- Società missionaria di San Giuseppe di Mill Hill
- Società salesiana di San Giovanni Bosco
- Società San Paolo

### Istituti religiosi femminili
Alla fine del 2012 contavano case in diocesi i seguenti istituti religiosi femminili:
- Ancelle del Sacro Cuore di Gesù
- Carmelitane
- Clarisse
- Clarisse colettine
- Congregazione del Ritiro
- Fedeli compagne di Gesù
- Figlie della Carità di San Vincenzo de' Paoli
- Figlie della Croce
- Figlie della Sapienza
- Figlie dello Spirito Santo
- Figlie di Maria Ausiliatrice
- Figlie di Maria e Giuseppe
- Figlie di Nostra Signora del Sacro Cuore
- Figlie di Nostra Signora delle Missioni
- Istituto della Beata Vergine Maria
- Medico missionarie di Maria
- Missionarie della Carità
- Missionarie francescane della Divina Maternità
- Missionarie serve dello Spirito Santo
- Orsoline di Gesù
- Piccola compagnia di Maria
- Piccole sorelle dei poveri
- Piccole suore dell'Assunzione
- Pie discepole del Divin Maestro
- Povere ancelle della Madre di Dio
- Redentoriste
- Religiose del Sacro Cuore di Maria Vergine Immacolata

- Religiose del Santissimo Sacramento
- Religiose di Nostra Signora di Sion
- Società del Sacro Cuore di Gesù
- Società del Santo Bambino Gesù
- Società delle Figlie del Cuore di Maria
- Società di Maria Riparatrice
- Suore carmelitane per gli anziani e gli infermi
- Suore dei Sacri Cuori di Picpus
- Suore del Bambino Gesù
- Suore del Buon Soccorso di Nostra Signora Ausiliatrice
- Suore dell'educazione cristiana
- Suore dell'istruzione cristiana di Saint-Gildas
- Suore della carità e dell'istruzione cristiana
- Suore della Congregazione di Maria
- Suore della Misericordia
- Suore della Provvidenza rosminiane
- Suore della Sacra Famiglia di Bordeaux
- Suore della Santa Croce e Passione
- Suore della Santa Fede
- Suore della Santa unione dei Sacri Cuori
- Suore di Carità d'Irlanda
- Suore di Carità di Gesù e Maria
- Suore di Carità di San Paolo Apostolo
- Suore di Maria Ausiliatrice
- Suore di Nazareth
- Suore di Nostra Signora del Ritiro al Cenacolo
- Suore di Nostra Signora della carità del Buon Pastore

- Suore di San Giovanni di Dio
- Suore di San Giuseppe del Sacro Cuore di Gesù
- Suore di San Giuseppe di Chambéry
- Suore di San Giuseppe di Cluny
- Suore di San Giuseppe di Lione
- Suore di San Luigi
- Suore di Santa Brigida
- Suore di Santa Chiara
- Suore di Santa Maria Maddalena Postel
- Suore domenicane di Cabra
- Suore francescane dell'Immacolata Concezione
- Suore francescane di Glen Riddle
- Suore francescane minoresse
- Suore francescane missionarie di Maria
- Suore francescane missionarie di San Giuseppe
- Suore francescane missionarie per l'Africa
- Suore missionarie di Nostra Signora degli Apostoli
- Suore missionarie di Nostra Signora del Santo Rosario
- Suore missionarie di San Colombano
- Suore missionarie di San Pietro Claver
- Suore ospedaliere di San Paolo
- Unione delle suore della Presentazione della Beata Vergine Maria
- Unione delle suore orsoline d'Irlanda
- Unione di Nostra Signora della Carità

## Statistiche
L'arcidiocesi nel 2023 su una popolazione di 1.642.520 persone contava 1.092.775 battezzati, corrispondenti al 66,5% del totale.
| anno | popolazione | popolazione | popolazione | presbiteri | presbiteri | presbiteri | presbiteri                | diaconi | religiosi | religiosi | parrocchie |
| anno | battezzati  | totale      | %           | numero     | secolari   | regolari   | battezzati per presbitero | diaconi | uomini    | donne     | parrocchie |
| ---- | ----------- | ----------- | ----------- | ---------- | ---------- | ---------- | ------------------------- | ------- | --------- | --------- | ---------- |
| 1950 | 639.542     | 709.729     | 90,1        | 1.014      | 445        | 569        | 630                       |         | 1.778     | 3.031     | 90         |
| 1970 | 797.999     | 870.544     | 91,7        | 1.470      | 604        | 866        | 542                       |         | 1.952     | 3.857     | 123        |
| 1980 | 980.000     | 1.075.000   | 91,2        | 1.694      | 593        | 1.101      | 578                       |         | 1.881     | 2.997     | 181        |
| 1990 | 1.105.000   | 1.210.000   | 91,3        | 2.262      | 603        | 1.659      | 488                       |         | 2.276     | 3.301     | 195        |
| 1999 | 1.033.808   | 1.164.256   | 88,8        | 1.458      | 550        | 908        | 709                       |         | 1.396     | 2.956     | 200        |
| 2000 | 1.033.808   | 1.164.256   | 88,8        | 1.427      | 541        | 886        | 724                       |         | 1.322     | 2.919     | 200        |
| 2001 | 1.033.808   | 1.164.256   | 88,8        | 1.416      | 523        | 893        | 730                       |         | 1.231     | 2.876     | 200        |
| 2002 | 1.033.808   | 1.164.256   | 88,8        | 1.405      | 492        | 913        | 735                       |         | 1.258     | 2.895     | 200        |
| 2003 | 1.033.808   | 1.164.256   | 88,8        | 1.359      | 497        | 862        | 760                       |         | 1.222     | 2.508     | 200        |
| 2004 | 1.087.285   | 1.291.581   | 84,2        | 1.343      | 499        | 844        | 809                       |         | 1.243     | 2.676     | 200        |
| 2006 | 1.087.361   | 1.291.599   | 84,2        | 1.432      | 539        | 893        | 759                       | 1       | 1.229     | 2.662     | 200        |
| 2013 | 1.154.296   | 1.485.521   | 77,4        | 1.192      | 392        | 800        | 968                       | 9       | 1.119     | 2.345     | 199        |
| 2016 | 1.158.000   | 1.440.000   | 80,4        | 1.126      | 362        | 764        | 1.028                     | 15      | 1.046     | 2.148     | 199        |
| 2019 | 1.093.095   | 1.570.149   | 69,6        | 1.040      | 354        | 686        | 1.051                     | 27      | 931       | 1.918     | 199        |
| 2021 | 1.121.200   | 1.642.520   | 68,3        | 1.005      | 318        | 687        | 1.115                     | 35      | 1.022     | 1.739     | 197        |
| 2023 | 1.092.775   | 1.642.520   | 66,5        | 967        | 296        | 671        | 1.130                     | 33      | 898       | 1.679     | 197        |